# Discovery Green

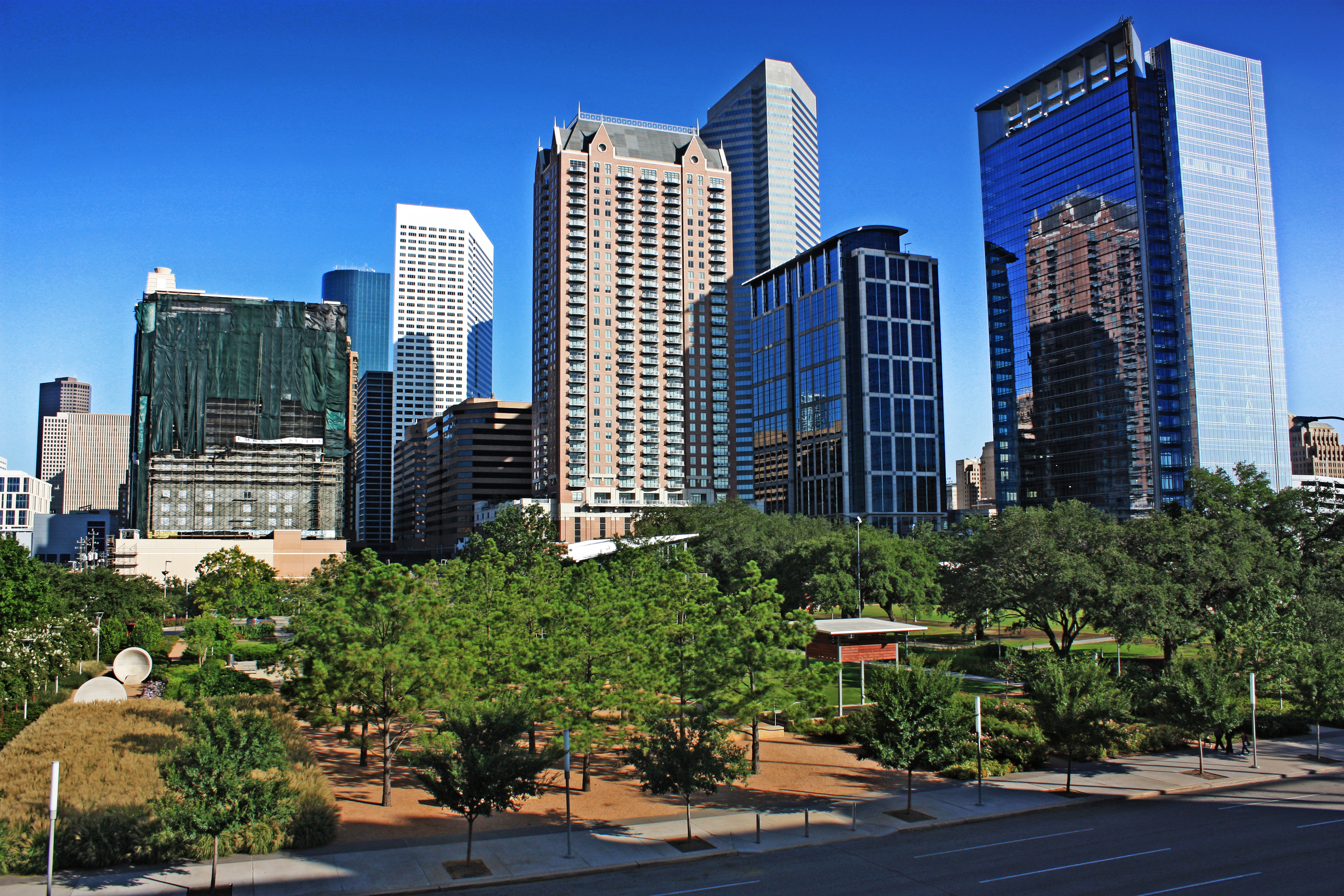
Discovery Green

Discovery Green un parque público en Downtown Houston, Texas. El parque, con 11,78 acres (4,8 ha) de área, tiene un lago, dos carreras de perros, una zona para niños, quioscos de música y lugares de espectáculos públicos, y varias áreas recreativas. El parque es en frente del Centro de Convenciones George R. Brown. La Biblioteca Pública de Houston gestiona una biblioteca "express" en el parque. También tiene mercadillos.
Discovery Green abrió en 2008 con un coste de $122 millones de dólares. El parque es el primer parque significativo en Downtown Houston.